# 古川典裕
古川 典裕（ふるかわ のりひろ、1970年2月8日 - ）は作曲家、編曲家、シンガーソングライター。福島県出身。福島県立福島工業高等学校卒業。「なかやまらいでん」名義で知られる。

## 略歴
幼少時に発声の習得が遅れたことから、両親に童謡を聴かせられて育つ。家にあったオルガンで音楽に親しみ、作曲活動は小学生の頃より行ってきた。
高校卒業後の1988年、タイトーに入社。サウンド課に配属され、ZUNTATA所属となる。最初に担当したのはPCエンジン版『ニンジャウォーリアーズ』で、「WIZARDRY MASTER」の名義を使用。その後、「Wiz-Master」名義で『スペースガン』などの楽曲を手がける。また、ZUNTATAのアルバム『TAITO DJ STATION -G.S.M. TAITO 5-』初回盤封入のドラマCDでは、「中山二等兵」役などで熱演を見せ、その影響もあってか『グリッドシーカー』以降は「中山上等兵」名義となる。
演奏家としても、ZUNTATAのライブ活動には1990年のステージデビュー時から参加。『ニンジャウォーリアーズ』の楽曲「DADDY MULK」では、三味線ソロパートをショルダーキーボードで弾くのが定番であった。また、前述のドラマCD以降もナレーションなどを務めることがあり、『電車でGO!』のタイトルコールも担当した。
2000年末、アルバム『ZUNTATA RARE SELECTION Impromptu』発表を最後に、タイトーを退社。以降はフリーランスとなり、「なかやまらいでん」名義で活動。ゲーム音楽の作曲のみならず、シンガーソングライターとしての活動も行っている。2011年より、専門学校HAL東京ミュージック学科の非常勤講師に就任。

## 人物
絶対音感を持つ。
ゲーム好きであり、好きなゲームは『妖怪道中記』『ダライアス』『電脳戦機バーチャロン』など。
好角家で、東京伊勢ノ海部屋後援会に所属している。
現名義の「らいでん」は、『電脳戦機バーチャロン』で使用していたバーチャロイド・RAIDENと、江戸時代の力士・雷電爲右エ門にちなんだもの。なお「中山雷電」という表記もある。
イラストも嗜んでおり、旧ウェブサイトにて公開していたほか、アルバム『パズルボブルばらえてぃ〜』のライナーノーツにも掲載されている。
松任谷由実の大ファン。松任谷や、中島みゆきらの歌を弾き語りする「歌ってみた」動画を、ニコニコ動画にアップしている。
元ZUNTATAの小塩広和（COSIO）とは、顔が似ていることからタイトー社内で兄弟と呼ばれていた。
『ドルアーガオンライン THE STORY OF AON』のヘビープレイヤーであった。同作品には業務として関与していないが、サウンドトラックのライナーノーツにはプレイヤー代表としてコメントを寄稿している。

## 作品

### ゲーム

#### タイトー在籍時
- ニンジャウォーリアーズ（PCエンジン版）
- ダイナマイトリーグ
- フリップル
- スペースガン
- エアインフェルノ - 効果音全般
- ニンジャキッズ
- グリッドシーカー
- アラビアンマジック
- ライトブリンガー
- クイズシアター3つの物語
- パズルボブル2、2X
- まじかるで〜と ドキドキ告白大作戦 - 一部楽曲、効果音
- 電車でGO!
- 電車でGO!2高速編、電車でGO!2高速編3000番台 - 一部楽曲
- カオスヒート
- まわすんだ〜!!
- 蒼天龍
- ヒット ジ アイス（en:Hit the Ice）（スーパーファミコン版）
- サイキックフォース パズル対戦 - 一部楽曲
- 電車でGO! プロフェッショナル仕様 - 一部楽曲
- コスモウォーリアー零 - 一部楽曲、効果音全般
- 電車でGO! 新幹線 山陽新幹線編 - 一部楽曲
- ロストマジック
- 私のハッピーマナーブック - 一部楽曲
- タクトオブマジック
- メダルゲッター電車でGO! 子供編
- カプリチオリフト
- 奇々怪界（携帯電話アプリ版）
- レイヤーセクション（携帯電話アプリ版）
- パズニック（携帯電話アプリ版）
- 電車でGO!3D
- エストポリス伝記 古の洞窟
- バブルンゴルフ（es:Bubblen Golf）
- 西村京太郎Vノベル 盗まれた都市
- 銀盤カレイドスコープ

ほか多数

#### フリーランス以後
- どきどきアイドルスターシーカー
- テクニクビート（PlayStation 2版） - 楽曲「Spider Control 16th」提供
  - 『てくてくビート』、およびそれとコラボレーションを行った『グルーヴコースター』にも収録
- 3Dドットゲームヒーローズ - 一部楽曲
- i怪談
- 金色のガッシュベル!! 友情タッグバトルシリーズ - 一部楽曲
- SDガンダム ガシャポンウォーズ - 一部楽曲
- マクロスエースフロンティア - 一部楽曲
- マクロスアルティメットフロンティア - 一部楽曲
- マクロストライアングルフロンティア - 一部楽曲
- SDガンダム三国伝 BraveBattleWarriors 真三璃紗大戦 - 作曲、効果音作成
- サバイバルキッズ-LOST in BLUE 2- - 一部作曲
- DEATH NOTE -デスノート- Lを継ぐ者 - 一部楽曲
- L the proLogue to DEATH NOTE -螺旋の罠（トラップ）- - 一部楽曲
- 帝国千戦記 - 一部楽曲
- 神撃のバハムート – 作曲、編曲（一部楽曲）
- 機装猟兵ガンハウンドEX - メインテーマ編曲
- マクロスΔスクランブル - 一部楽曲
- 街コロマッチ - 一部楽曲
- アンティーク カルネヴァーレ - 効果音
- ゆらぎ荘の幽奈さん 湯けむり迷宮 - 全BGM、効果音作成
- アリス・ギア・アイギス - 一部楽曲制作
- 棋士・藤井聡太の将棋トレーニング - サウンド制作全般

ほか多数

### CD・配信
個人名義のもののみ記載。

#### サウンドトラック
- 『ZUNTATA RARE SELECTION Vol.4 舞姫』
  - ゲーム『アラビアンマジック』のサウンドトラック
- 『ZUNTATA RARE SELECTION Impromptu』
- 『i怪談サウンドトラックその一』
- 『なかやまの電撃ホラー大作戦』
  - 『i怪談』シリーズの未収録楽曲、および自主制作アニメ『アリスボルト』のサウンドトラック
- 『なかやまの活動写真』
  - 北大映画研究会の作品のサウンドトラック

#### オリジナル作品
- 『階段をどこまでも降りて行こう』
- 『COZMO 〜ZUNTATA 25th Anniversary〜』
  - 「流星群がやって来る」作曲
- 『玉座の記憶』
  - CDは完売し、Amazon.co.jpやiTunes Storeなどで配信中
- 『なかやまのばけつ』
  - 未収録楽曲集
- 『あかさたなはまやらわ』
- 『赤い時間、赤い音楽。』
- 『なかやまのたたきうり』
- 『巻向の 山辺響みて 行く水の 水沫のごとし 世の人我れは』
- 『句読点』
- 『なかやまのこえ』
  - ボーカル曲およびカラオケバージョン集
- 『去来向』